# 秋葉の森総合公園
秋葉の森総合公園（あきばのもりそうごうこうえん）は、さいたま市西区中釘にある総合公園。20haが都市計画決定しているが、現在はそのうちの7.5haが開業している。サッカー専用スタジアムとして秋葉の森総合公園サッカー場が敷地内に所在する。

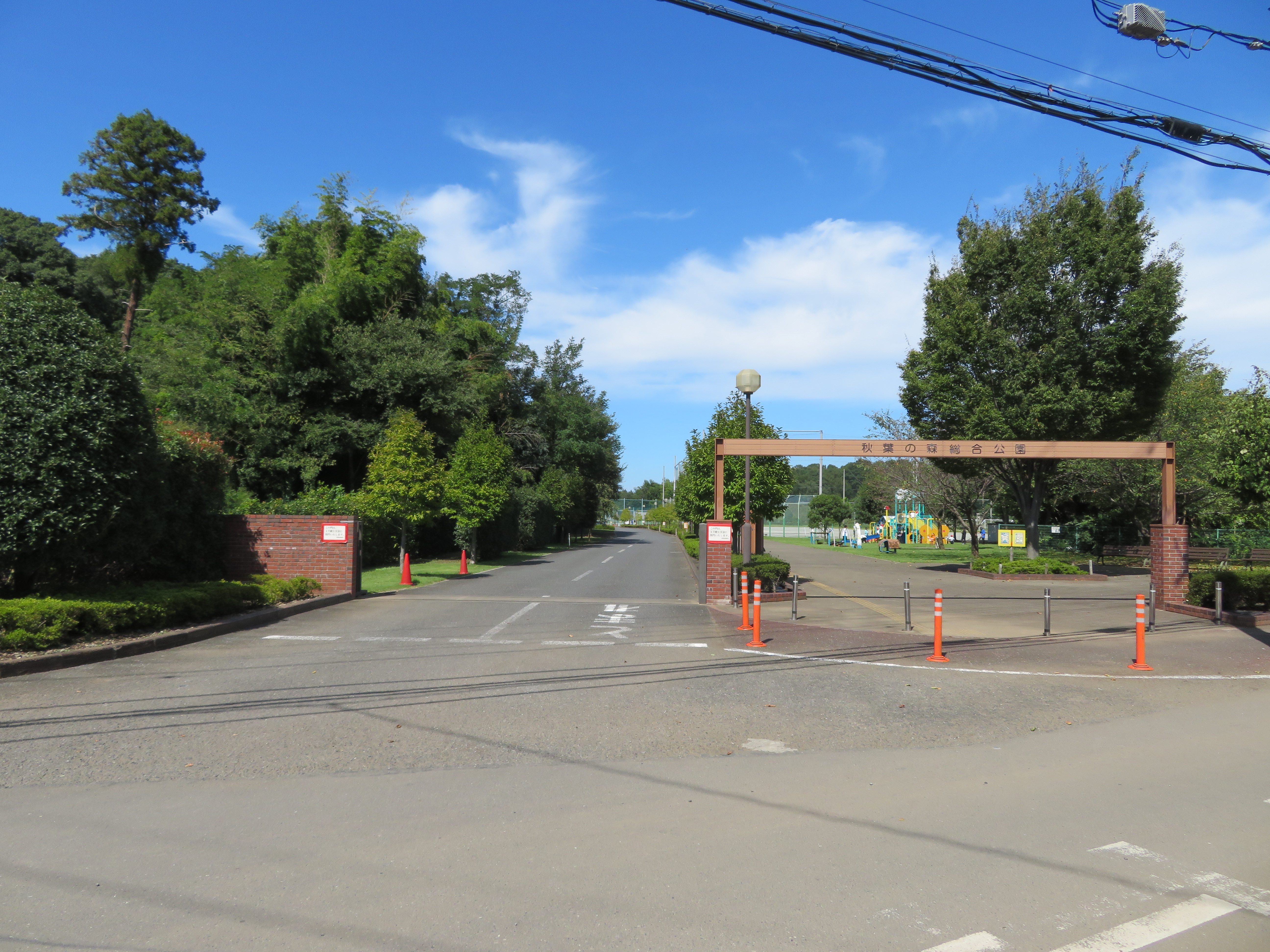
秋葉の森総合公園入口付近

## 概要
2004年5月に3.0haが開園。多目的広場、バーベキュー場、サッカー場が設けられている。サッカー場は開園前の2004年3月から大宮アルディージャ（現・RB大宮アルディージャ）のサブ練習場として使用されている。大宮アルディージャの練習場としては、2013年1月から近接する西大宮サッカー場（アルディージャ練習場）をメイン練習場として使用を開始しているが、当地をサブ練習場としての使用を継続している。なおスタジアム脇のクラブハウスは、さいたま市所有のものであり、RB大宮アルディージャの専用というわけではない。2009年にも自然観察ゾーンが拡張開業し、7.5haとなった。
さいたま市と上尾市の市境を流れる指扇辻川の上流部に位置しており、未開拓だった河川周辺が公園整備区域内にあり、河川も整備されている。

## サッカー場
秋葉の森総合公園内に設置されているサッカー場で、日本プロサッカーリーグ（Jリーグ）RB大宮アルディージャが、練習場の1つとして使用している。
2008年には全国高校総体のサッカー競技の会場の一つにもなっている。また、スタジアムに隣接して、野球やサッカーに使用できるクレーの多目的広場（スタンドなし）も設置されている。

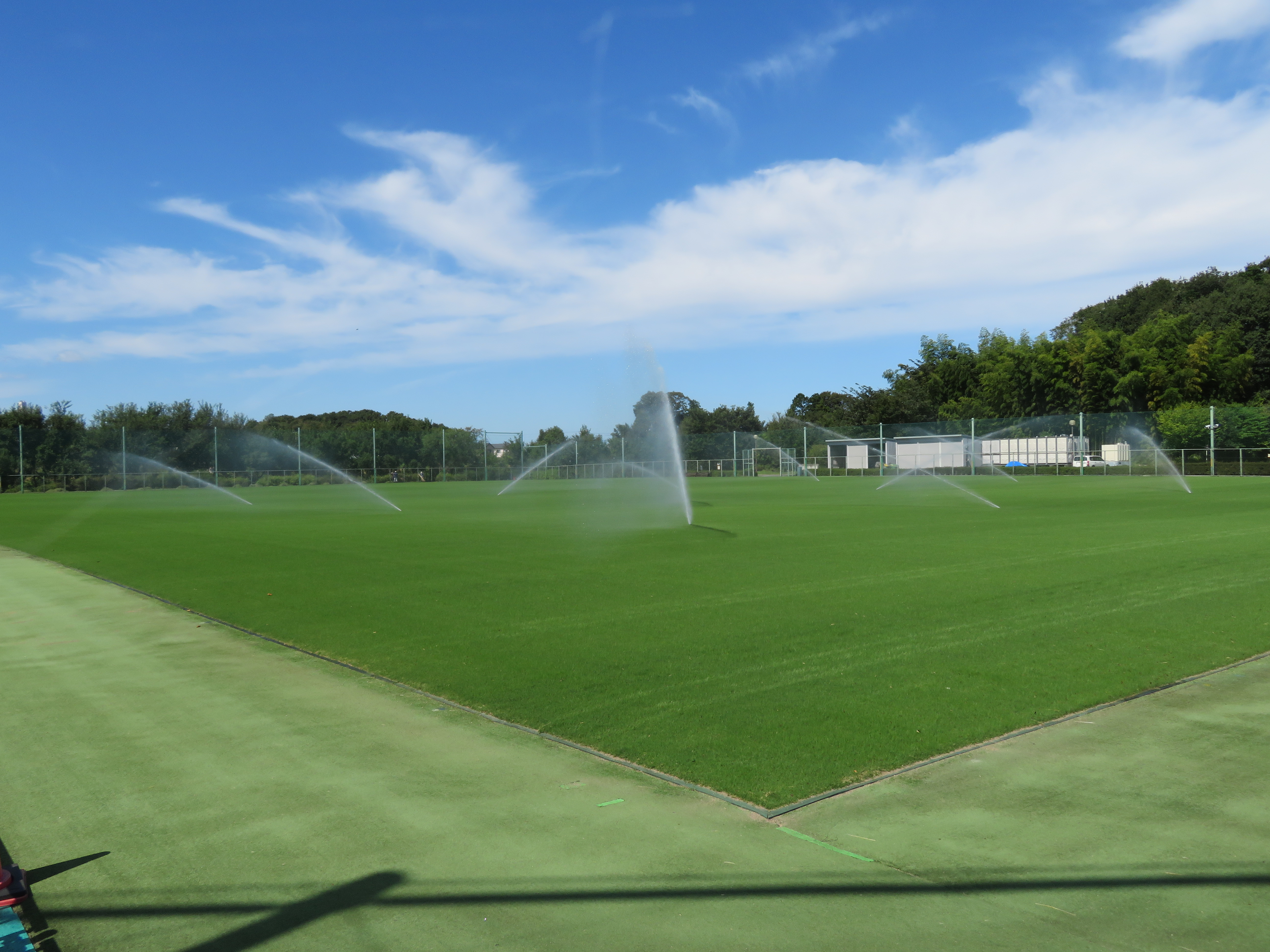
場内の様子

関東社会人サッカーリーグのさいたまSCホーム会場として使われることが多いが、周囲住民からの苦情や生態系を活かした総合公園としての環境保護により
鳴り物の使用だけでなく声を揃えての応援やメロディをつけたコールも禁止されている。
そのためサポーターは横断幕の掲示のみの応援となる。

## アクセス
- JR川越線指扇駅北口下車徒歩30分、西大宮駅より徒歩25分。

JR・東武野田線・埼玉新都市交通大宮駅より東武バス平方行きで秋葉入口下車徒歩15分